# پیرآنجلو بینکولتو
پیرآنجلو بینکولتو (ایتالیایی: Pierangelo Bincoletto؛ زادهٔ ۱۴ مارس ۱۹۵۹) دوچرخه‌سوار اهل ایتالیا است.